# Marvin Moriarty
Marvin Moriarty (1937 – West Palm Beach, 20 aprile 2022) è stato uno sciatore alpino statunitense.

## Biografia
Sciatore polivalente originario di Stowe, Marvin Moriarty debuttò in campo internazionale in occasione degli International American Championships 1955 (Stowe, 18-20 marzo), dove si classificò 15º nella discesa libera, 21º nello slalom gigante e 20º nello slalom speciale; l'anno dopo fu selezionato per fa parte della nazionale statunitense ai VII Giochi olimpici invernali di Cortina d'Ampezzo 1956 (26 gennaio-5 febbraio), ma non prese parte ad alcuna gara. Ai Mondiali di Badgastein 1958 (2-9 febbraio), sua unica presenza iridata, si piazzò 19º nello slalom speciale, la sola gara nella quale prese il via, e nel prosieguo della stagione vinse lo slalom speciale del trofeo Ruben Blan (Sankt Moritz, 21-23 febbraio); nel 1961 fu 3º nello slalom gigante della Roch Cup (Aspen, 24-26 febbraio) e disputò le sue ultime gare internazionali in occasione della Harriman Cup (Sun Valley, 24-26 marzo).

## Palmares

### Classiche
Ruben Blan
- 1 vittoria (slalom speciale a Sankt Moritz 1958)

### Campionati statunitensi
- 1 medaglia (dati parziali):
  - 1 argento (slalom gigante nel 1961[8])